# 38-ма гвардійська мотострілецька дивізія (СРСР)
38-ма гвардійська мотострілецька Лозівська Червонопрапорна дивізія (38 гв. МСД, в/ч 06705) — з'єднання мотострілецьких військ Радянської армії чисельністю у дивізію, що існувало у 1932—1992 роках. Дивізія дислокувалася у Читинський області.
Після розпаду СРСР у 1992 році перейшла до складу Збройних сил Російської Федерації.

## Історія
Історичним попередником військової частини є 47-ма авіадесантна бригада особливого призначення, сформована в 1932 року, на основі якої 1938 року сформована 214-та повітрянодесантна бригада.[джерело?]
У 1957 році 38-ма гвардійська стрілецька дивізія була переформована на 38-му гвардійську мотострілецьку дивізію. Місцем дислокації стало місто Сретенськ, Читинська область на території Забайкальського військового округу, де дивізія входила до складу 36-ї загальновійськової армії. Весною 1988 року, через займання, яке виникло у вузлі зв'язку штабу дивізії, зайнялася пожежа. Вогонь, вщент, знищив штаб дивізії, разом з прапором дивізії. За всіма канонами, після втрати прапора, дивізія мала бути розформована і втратити всі свої історичні назви.
У жовтні 1989 року дивізія була переформована на 131-шу гвардійську кулеметно-артилерійську дивізію з дислокацією в м. Стрітенськ Читинської області.
У травні 1992 року 131-ша гвардійська кулеметно-артилерійська дивізія 55-го армійського корпусу Забайкальського військового округу ввійшла до складу Збройних сил Російської Федерації, а окремі частини дивізії та її управління були передислоковані в с. Ясна Олов'яннинського району Читинської області.

## Командування
- (1942) генерал-майор Ануфрієв Олександр Олексійович[1]
- (1943) полковник Феонін Іван Миколайович[1]
- (1943—1944) полковник Щербаков Павло Михайлович[1]